# Бейрут (вілаєт)
33°53′00″ пн. ш. 35°30′00″ сх. д. / 33.8833° пн. ш. 35.5° сх. д.
Бейрутський вілаєт (осман. ولاية بيروت) — вілаєт Османської імперії, що утворено 1888 року з частини Сирійського вілаєту з площею 30,490 км². Припинив існування в результаті поразки Османської імперії у Першій світовій війни (на тепер є територією Лівану, Ізраїлю, Сирії та Палестинської держави).

## Історія
Потреба в більш ефективному урядуванні у регіоні Левант призвело до того, що у 1888 році з прибережних санджаків та кзи Сирійського вілаєту було утворено самостійний вілаєт Бейрут.
під час Першої світової війни порти провінції перетворилися на важливі бази постачання та перекидання військ на Сеуцький та Палестинський фронти. 1916 року відповідно до угоди Сайкса-Піко вілаєт повинен був потрапити під управління Францією. Після капітуляції Османської імперії у 1918 році санджаки Бейрутського вілаєту було окуповано англо-французькими військами. Юридично припинив існування за рішеннями Севрського договору 1920 року, згідно з яким більша частина вілаєту увійшла до мандатних територій Ліван та Сирія (під орудою Франції), інші санджаки — до британського мандату Палестина.

## Структура
Вілаєт складався з 5 санджаків:
- Бейрутський санджак мав 4 кази: Бейрут, Сайда, Марджаюн, Сур.
- санджак Латакія мав 4 кази: Латакія, Джебла, Сах'юн, Маргат.
- санджак Траблус мав 4 кази: Траблус-Шам, Хюснюл-Екрад, Шафіта, Аккар.
- санджак Акка — 5 кази: Акка, Хайфа, Сафед, Насира, Таберіє.
- Наблуський санджак

## Населення
Відповідно до перепису 1885 року населення становило 533,5 тис. осіб.

## Економіка
Значну частину доходу складали портові збори. Більшість міст вілаєту були портами, через які його імпорт та експорт товарів до Османської імперії. Обсяг порту Бейрута у 1907 році досягнув 11 % усією міжнародного торгівлі держави. У значних кількостях вивозилися фрукти, мило, оливкова олія. Торгівля здійснювалася переважно з Францією, Великою Британією та Італією. Також товари вирушали на внутрішній ринок імперії. Розвитку останнього сприяло спорудження у 1895 році залізниці Бейрут — Дамаск, а у 1911 році — Траблус — Хомс.